# Signôra

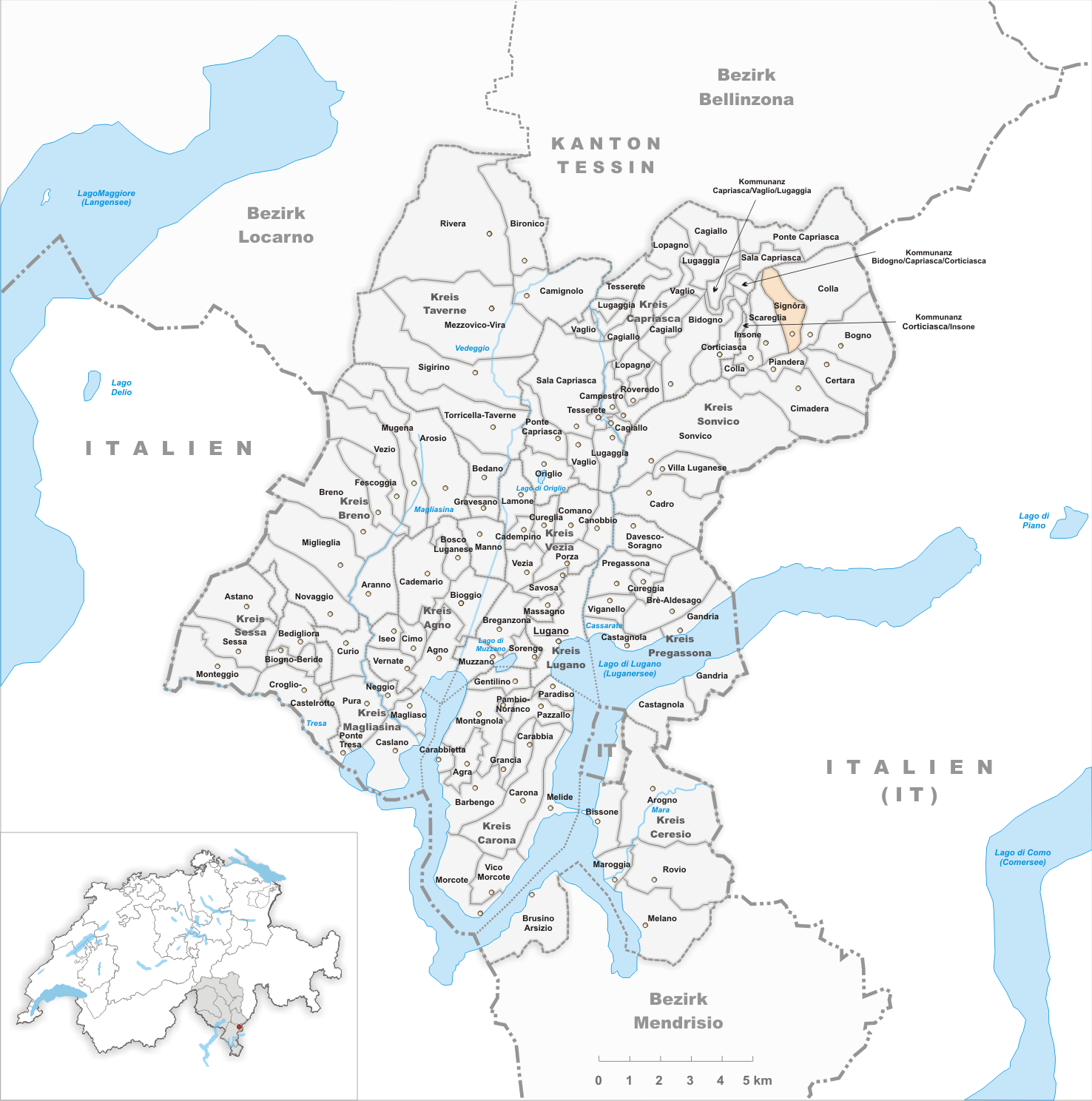
Gemeindestand vor der Fusion von 1956

Signôra war eine politische Gemeinde im Bezirk Lugano, Kanton Tessin, in der Schweiz.

## Geographie
Signôra liegt auf 994 m ü. M. im oberen Val Colla, am Südfusse des 2116 m ü. M. hohen Gazzirola. Der San Lucio-Pass (1541 m ü. M.) führt von hier in die italienische Gemeinde Cavargna.

## Geschichte
Das Dorf gehörte im Mittelalter zur grossen vicinìa von Colla, wahrscheinlich mit einer gewissen lokalen Selbständigkeit. 1686 wird es als Gemeinde erwähnt; es kaufte sich von der Verpflichtung zum Unterhalt der Stiftskirche San Lorenzo in Lugano los.
Im Jahr 1956 fusionierte Signôra mit den Gemeinden Colla, Insone, Piandera und Scareglia zur neuen Gemeinde Valcolla. Heute ist es Teil der Stadt Lugano. Es besteht aus den am 13. April 2013 nach Lugano eingemeindeten, vormals selbständigen Gemeinden Bogno, Certara, Cimadera und Valcolla, die alle im Tal namens Val Colla liegen.

## Veranstaltungen
- Insieme per la Pace[1]

## Sehenswürdigkeiten
- Oratorium San Giuseppe, renoviert 1819, mit Holzaltar aus Ortisei (1931) mit Gemälde Madonna col Bambino, San Giuseppe, Sant’Antonio di Padova e le anime purganti.[2] Im Jahr 2015 wurde das Oratorium von Ralf Abati im inneren renoviert. Der ehemalige Assistent des Schweizer Künstlers H.R. Giger vermischte alte Traditionen mit neuer Kunst. Hauptattraktion sind die 4 gesichtslosen Erzengel Gabriel, Uriel, Raphael und Michael, die je ein Wappen von Ticino, Lugano, Valcolla und Signôra auf sich tragen. Das Oratorium ist jeden Tag frei zugänglich.

## Persönlichkeiten
- Emilio Campana (* 1874 in Signôra; † nach 1920 ebenda), Priester und Doktor der Theologie 1897, Professor am Kleinen Seminar in Pollegio; seit 1898 Professor der Theologie am Seminar Lugano mit Ausnahme von zwei Unterbrechungen in den Jahren 1916 und 1919–1920. Zuerst bischöflicher Delegierter, dann Promotor Fiscalis des Bistums bis 1915. Seit 1914 Domherr der Kathedrale San Lorenzo in Lugano. Verfasser von Maria nel Dogma.[3]
- Gabriella Calderari (* 24. August 1943 in Lugano; † 21. Dezember 2023 ebenda), Kindergartenlehrerin, unterrichtete seit 1986 in Arzo und Pazzallo, Erzieherin am Opera Ticinese per l’assistenza alla fanciullezza (OTAF) in Sorengo und am Instituto Don Orione in Lopagno. Im Jahr 1994 gründete sie den Verein Insieme per la pace in Signôra. Als Freiwillige ging sie nach Ruanda und setzte sich dreissig Jahre lang für die Ärmsten der Armen ein. Für ihre Hilfe für die Opfer des Völkermordes in Ruanda erhielt sie 2016 den Giovanni Cansani-Preis.[4][5]

## Bilder

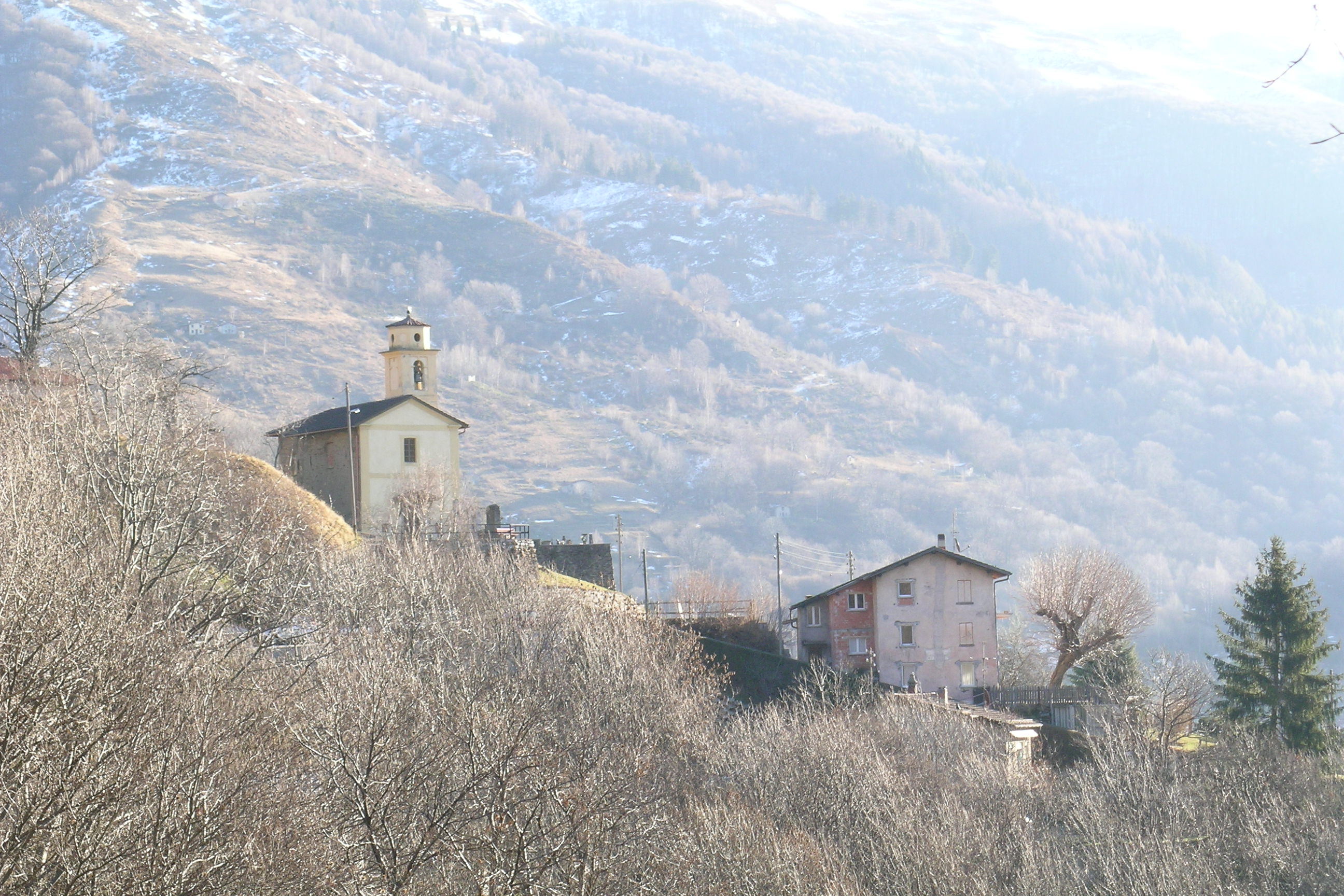
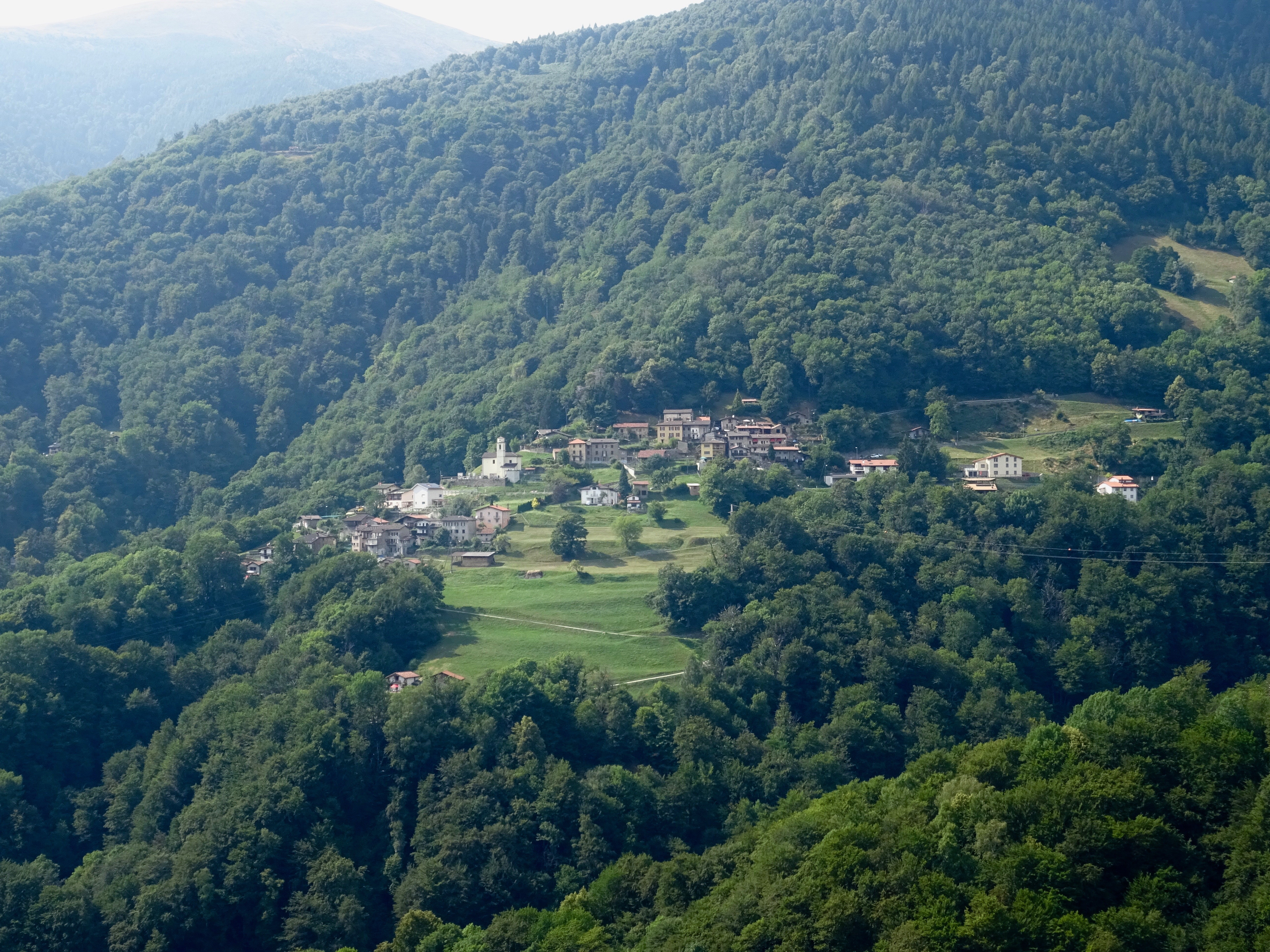
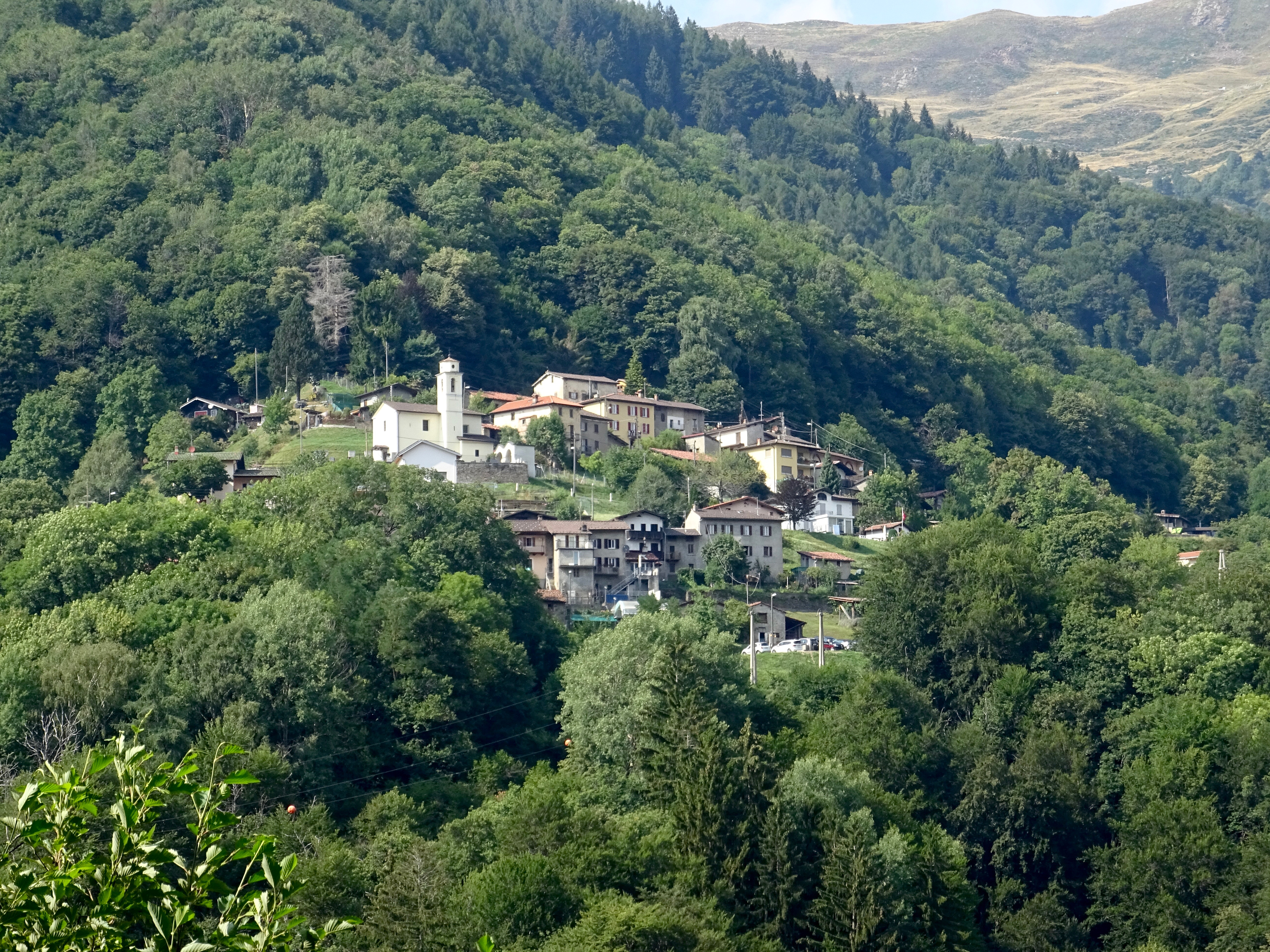
Signôra
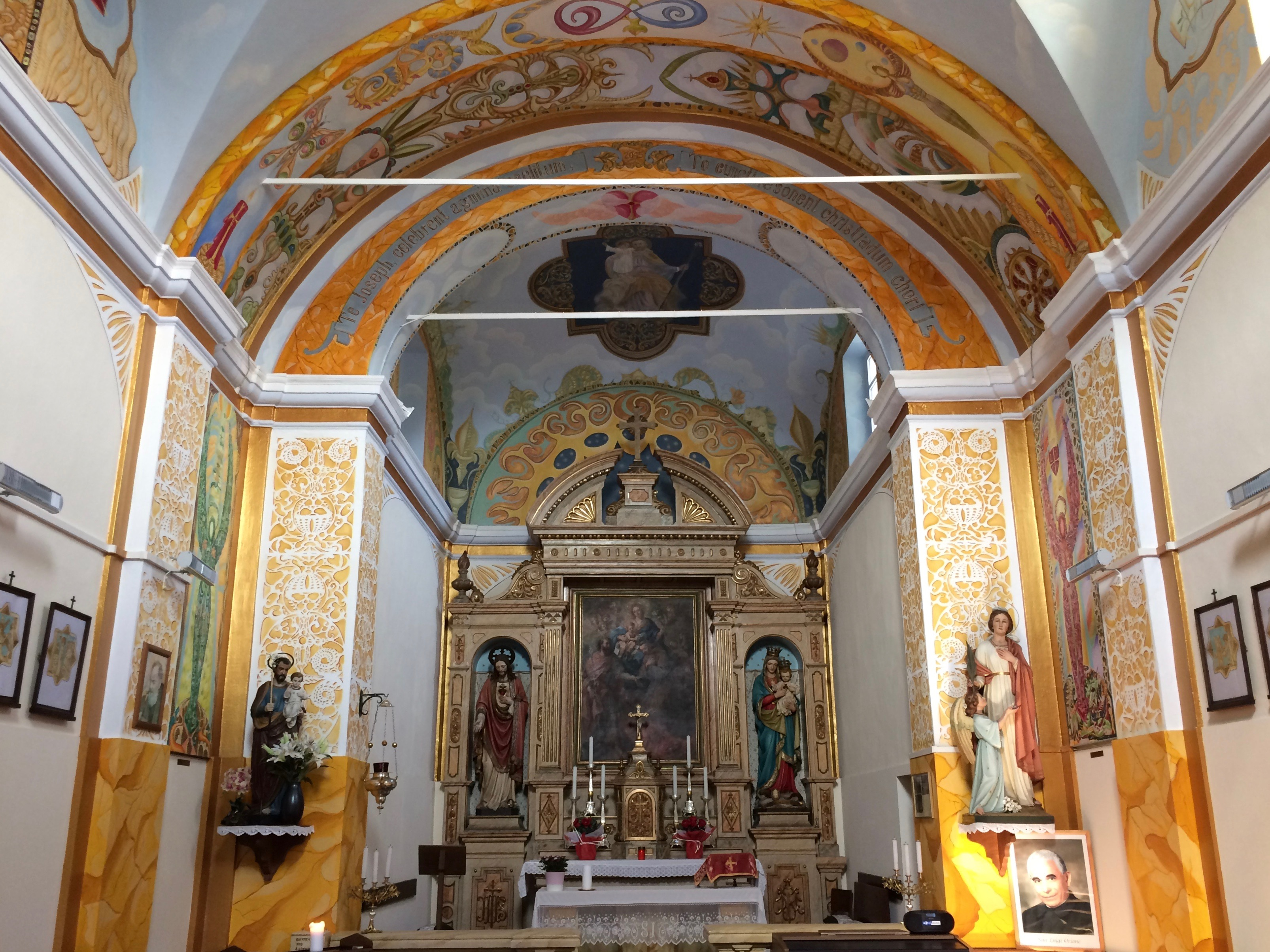
Oratorio di Signôra